# San Nicolás Tolentino, Toluca de Lerdo
San Nicolás Tolentino är en ort i Mexiko.   Den ligger i kommunen Toluca och delstaten Mexiko, i den sydöstra delen av landet, 50 km väster om huvudstaden Mexico City. San Nicolás Tolentino ligger 2 583 meter över havet och antalet invånare är 6 798.
Terrängen runt San Nicolás Tolentino är en högslätt. Runt San Nicolás Tolentino är det tätbefolkat, med 266 invånare per kvadratkilometer. Närmaste större samhälle är Toluca, 11,6 km sydväst om San Nicolás Tolentino. Trakten runt San Nicolás Tolentino består till största delen av jordbruksmark.